# Giada Greggi
Giada Greggi (Roma, Italia; 18 de febrero de 2000) es una futbolista italiana. Juega como mediocampista y su equipo actual es el AS Roma de la Serie A y forma parte de la selección de fútbol femenino de Italia.

## Selección nacional
Gracias a sus actuaciones en la Serie A, Greggi es convocada a la selección juvenil para vestir la camiseta de la selección Sub-15, luego en la selección Sub-17 que dirige el seleccionador Enrico Sbardella donde debuta en una competición oficial UEFA el 11 de abril de 2015 en el Stadio Comunale B. Bonelli de Montepulciano

## Clubes
| Club         | País   | Año           |
| ------------ | ------ | ------------- |
| SSD Res Roma | Italia | 2014-2018     |
| AS Roma      | Italia | 2018-presente |

## Palmarés

### Títulos nacionales
| Título      | Club | País   | Año     |
| ----------- | ---- | ------ | ------- |
| Copa Italia | Roma | Italia | 2020-21 |